# Böbrach
Böbrach – miejscowość i gmina w Niemczech, w kraju związkowym Bawaria, w rejencji Dolna Bawaria, w regionie Donau-Wald, w powiecie Regen. Leży w Lesie Bawarskim, około 12 km na północny zachód od miasta Regen, nad rzeką Regen.

## Demografia
| Rok  | Liczba mieszk. |
| ---- | -------------- |
| 1970 | 1 400          |
| 1987 | 1 518          |
| 2000 | 1 668          |

## Oświata
(na 1999)

W gminie znajduje się 50 miejsc przedszkolnych (59 dzieci) oraz szkoła podstawowa (4 nauczycieli, 71 uczniów).